# Lauren-Marie Taylor
Lauren-Marie Taylor (* 1. November 1961 in der Bronx, New York als Lauren Marie Schwartz) ist eine US-amerikanische Film- und Fernsehschauspielerin.
Nach der Highschool absolvierte Taylor an der New York University und an der Circle in the Square Theatre School ihre Ausbildung. Seit 1983 ist sie mit dem Schauspieler und Sänger John Didrichsen verheiratet, mit dem sie drei Kinder hat.
Ihre wohl bekanntesten Filmauftritte hatte sie im Jahr 1981 als Vickie im Horrorfilm Freitag der 13. – Jason kehrt zurück und als John Belushis Filmtochter in der Komödie Die verrückten Nachbarn. Des Weiteren verkörperte sie von 1983 bis 1995 mit der Figur der Stacey Donovan Forbes Alden in der Seifenoper Loving eine Langzeitrolle. Daneben trat sie auch in zahlreichen Werbespots und Off-Broadway-Stücken auf.

## Filmografie
- 1980–1981: Ryan’s Hope (Fernsehserie, 3 Folgen)
- 1981: Freitag der 13. – Jason kehrt zurück (Friday the 13th Part 2)
- 1981: Die verrückten Nachbarn
- 1982: Girls Nite Out
- 1983–1995: Loving (Fernsehserie, 394 Folgen)
- 1984: The Cracker Brothers (Fernsehfilm)
- 1987: Pound Puppies (Fernsehserie, 5 Folgen, Stimme)
- 2020: Friday the 13th: Nine Lives
- 2024: In a Violent Nature